# Woblitzsee
Der Woblitzsee oder die Woblitz (von Voblica = slawisch für „Großes Wasser“ bzw. „Großer Teich“) ist ein See nordöstlich der Stadt Wesenberg im Landkreis Mecklenburgische Seenplatte in Mecklenburg-Vorpommern.

## Beschreibung

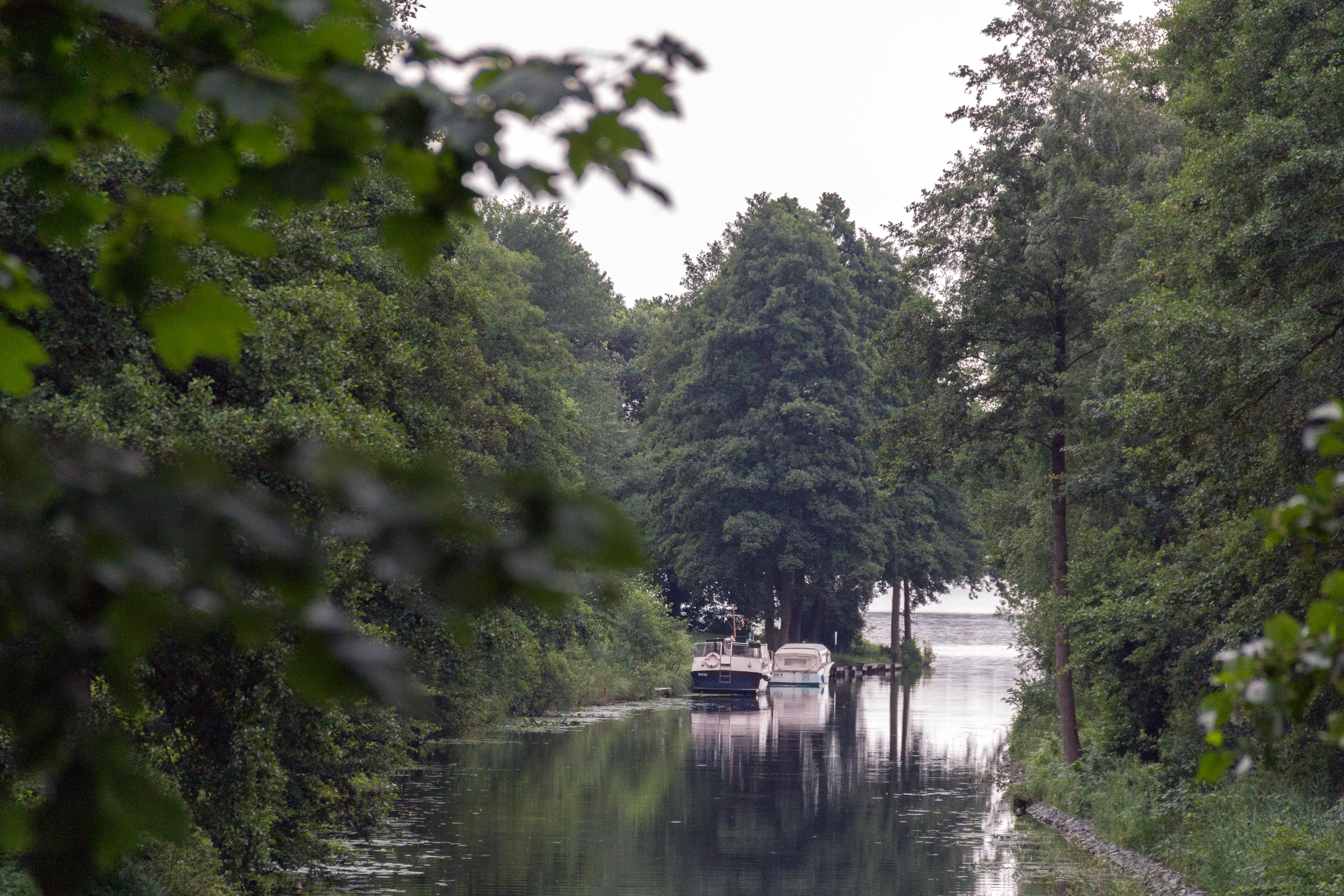
Einlauf der Havel in den Woblitzsee

Der Woblitzsee wird von der Havel durchflossen, die im Nordwesten, vom Großen Labussee kommend, einmündet und im Süden den See nach knapp 4 Kilometern bei Wesenberg nach Südosten verlässt. Der Kammerkanal, der im Nordosten des Sees einmündet, verbindet den Woblitzsee mit dem Zierker See bei Neustrelitz. Ein weiterer, aber unbedeutenderer Zufluss ist der Floßgraben, der das kleine Seengebiet am Naturschutzgebiet Kalkhorst (Tiefer Trebbower See und Flacher Trebbower See) in Richtung Westen entwässert und südlich der Siedlung Voßwinkel in den östlichen Teil des Woblitzsees fließt. 
Der Woblitzsee ist Bestandteil der 97 Kilometer langen Bundeswasserstraße Obere Havel-Wasserstraße (OHW) der Wasserstraßenklasse I, die am Nordende des Zierker Sees beginnt; zuständig ist das Wasserstraßen- und Schifffahrtsamt Oder-Havel.

## Erscheinungsbild
Der See besteht aus zwei großen, je etwa 2,4 Kilometer langen Seebecken, dem nordöstlichen Becken und dem etwas kleineren südwestlichen Becken. Beide Teile des Woblitzsees sind durch den „Hals“ (lokal im Niederdeutschen auch als „Hälsing“ benannt) miteinander verbunden. An der schmalsten Stelle ist der See nur 300 Meter, an der breitesten etwa 1,6 Kilometer breit.   

## Wirtschaft
Im 19. Jahrhundert – und noch bis Mitte des 20. Jahrhunderts – konnte auf diesem See ein reger Schiffsverkehr beobachtet werden. Holz, zum Teil in Flößen, Kohle und Getreide wurden auf Lastkähnen über diesen See befördert. Zur Holzverarbeitung entstanden in Wesenberg nahe am Ufer des Woblitzsees zwei Sägewerke. Ab 1959 begann der Ausbau zu einem Großbetrieb, Holzindustrie Wesenberg, der 1962 in Betrieb genommen wurde und bis 1990/1991 bestand.

## Tourismus
Für den Tourismus hat der Woblitzsee ab dem Jahr 1980 ständig zunehmende Bedeutung erlangt. Am nördlichen Ufer befindet sich direkt am Zufluss der Havel der Campingpark Havelberge. Des Weiteren ist entlang einer Strecke am nördlichen Seeufer das Betreiben von Wasserskisport möglich. Im Vergleich zur Uferlänge bietet der Woblitzsee außerhalb des Campingparks nur wenige Badestellen.